# Andrei Kolmogorov
Andrei Nikolaevich Kolmogorov (em russo:  Андрей Николаевич Колмогоров; Tambov, 25 de abril de 1903 — Moscou, 20 de outubro de 1987) foi um matemático soviético, que fez contribuições significativas em teoria das probabilidades, topologia, lógica intuicionista, turbulência, mecânica clássica, Teoria Algorítmica da Informação e análise de algoritmos.

## Carreira
Kolmogorov participou das principais descobertas científicas do século XX nas áreas de probabilidade e estatística, e em teoria da informação. Autor da principal teoria científica no campo das probabilidades: a teoria da medida, que revolucionou o cálculo de integrais, permitindo que as integrais fossem generalizadas para domínios "exóticos" (para além da integral de Riemann, a integral de Lebesgue).

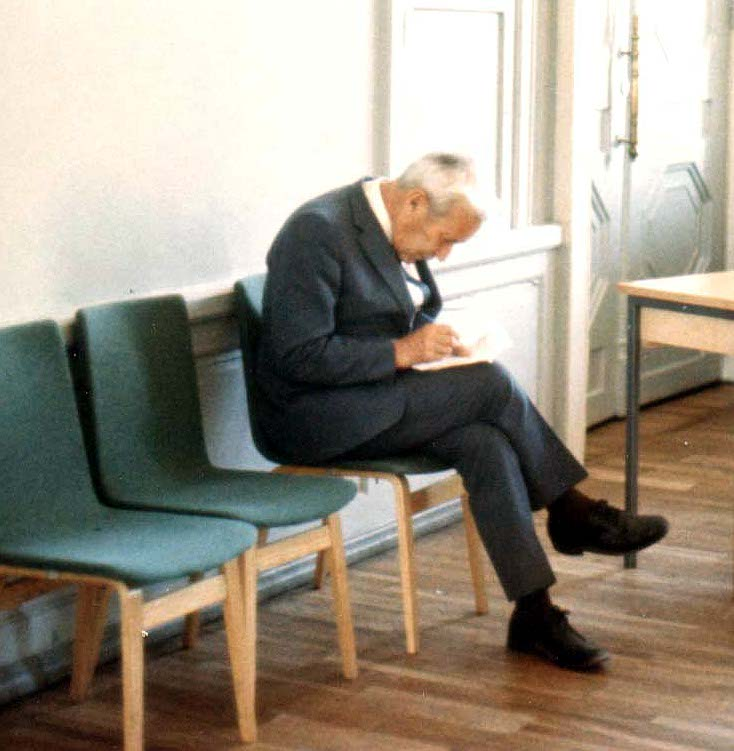
Kolmogorov em 1973, durante o Simpósio Soviético sobre Teoria da Informação em Tallin

Um de seus principais trabalhos publicados foi "Grundbegriffe der Wahrscheinlichkeitsrechnung" ("Fundamentos de Teoria das Probabilidades"), em que ele lança as bases da axiomatização da teoria das probabilidades e esboça o que seria a teoria da medida.

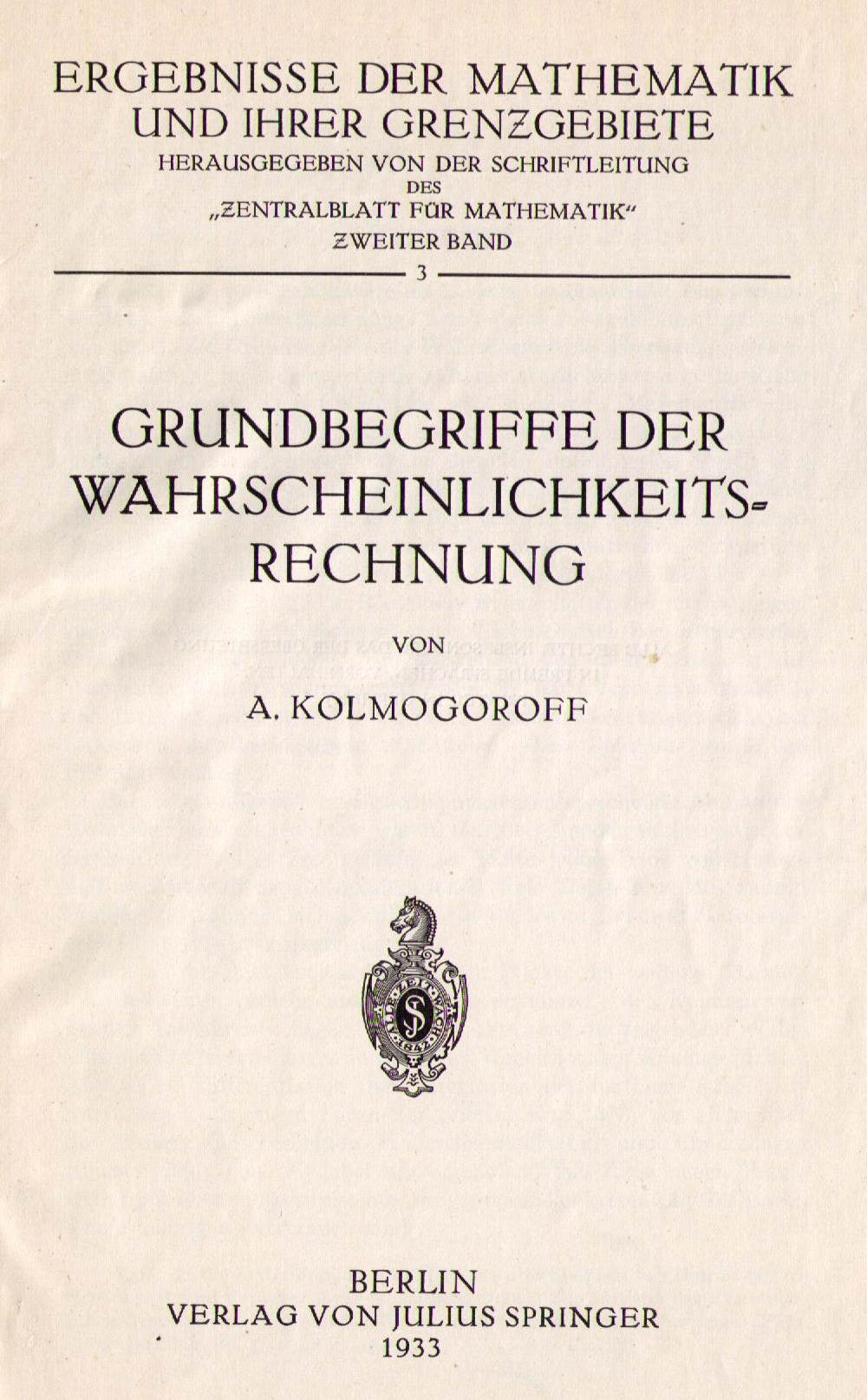
Primeira edição de seu livro Grundbegriffe der Wahrscheinlichkeitsrechnung, 1933

Como grande cientista, Kolmogorov recebeu diversas honrarias ao longo de sua carreira. Em 1939 foi eleito para a Academia de Ciências da URSS. Recebeu um dos primeiros prêmios científicos dados pelo Estado soviético em 1941, o prêmio Lenin de 1965, a Ordem de Lenin em seis ocasiões diferentes, a Medalha Lobachevsky em 1986, entre outros. Também foi eleito para inúmeras outras academias e sociedades científicas, como por exemplo a Sociedade Estatística Real de Londres em 1956.
Kolmogorov teve muitos interesses fora da matemática, em particular na forma e estrutura da poesia russa do autor Pushkin.

## Bibliografia

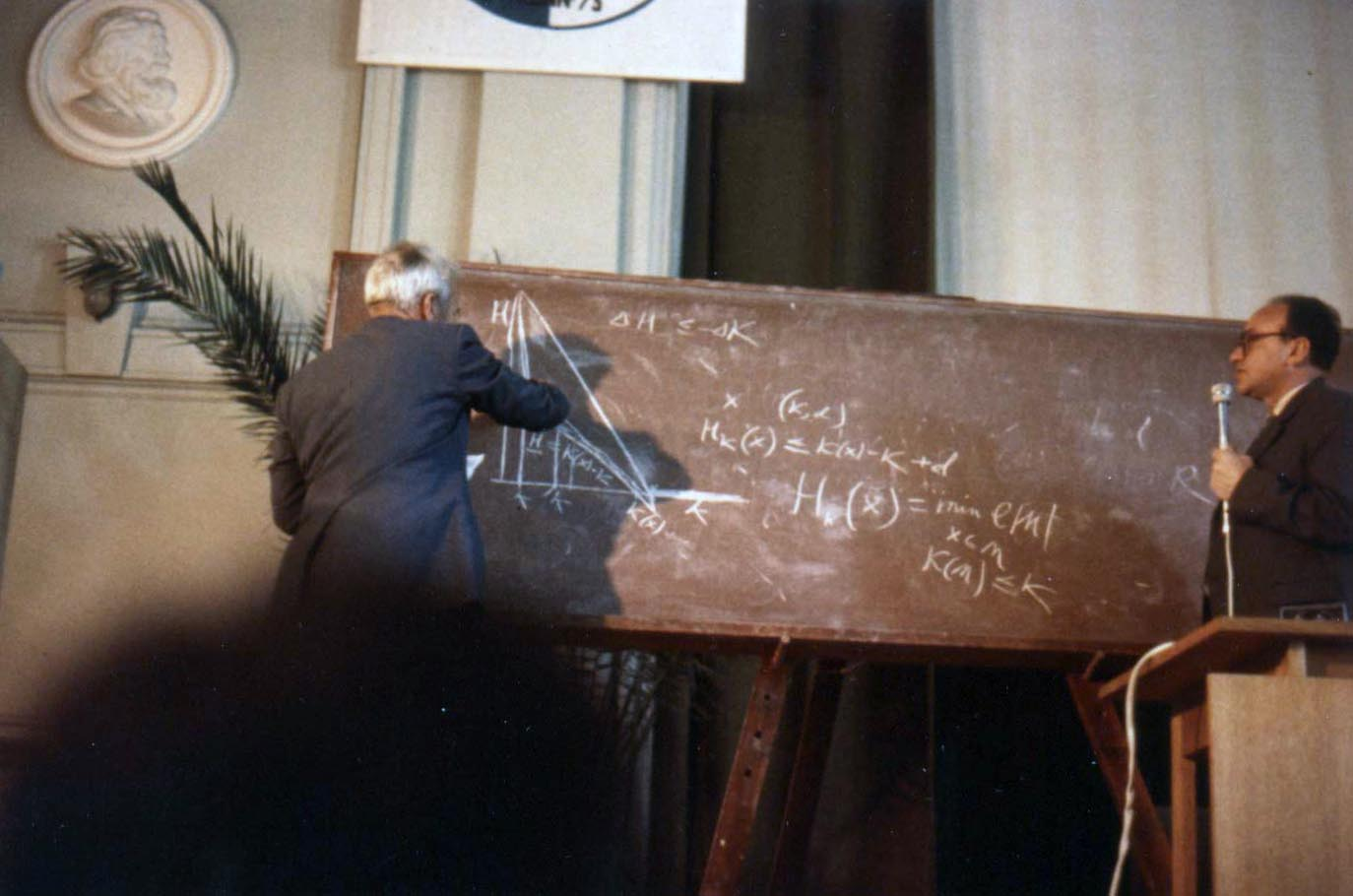
Kolmogorov em 1973 em Tallin, com Akiva Yaglom na direita.